# Etienne De Wilde
Etienne De Wilde (Wetteren, 25 de març de 1958) va ser un ciclista belga, que fou professional entre 1980 i 2001.
Durant la seva carrera esportiva combinà el ciclisme en carretera amb el ciclisme en pista. En carretera aconseguí més de 50 victòries, on destaquen dues etapes al Tour de França, una a la Volta a Espanya i un Campionat nacional en ruta.
En pista destaca una medalla de plata als Jocs Olímpics d'Atenes del 2000 en la prova de Madison junt a Matthew Gilmore, a banda de nombroses victòries en curses de sis dies, dos campionats del món i tres d'Europa.

## Palmarès en carretera
- 1978
  - 1r al Gran Premi François-Faber
  - 1r a la Brussel·les-Opwijk
- 1979
  - 1r al Circuit d'Hainaut
  - 1r a la Volta a la província de Namur i vencedor de 2 etapes
  - 1r a la Brussel·les-Opwijk
- 1980
  - 1r al Gran Premi d'Isbergues
  - Vencedor d'una etapa de la Volta a Espanya
- 1981
  - 1r al Circuit de Brabant Occidental
  - Vencedor d'una etapa dels Tres dies de La Panne
- 1982
  - 1r a la Fletxa Picarda
  - 1r al Gran Premi de Waregem
  - Vencedor d'una etapa dels Quatre dies de Dunkerque
  - Vencedor d'una etapa del Tour de l'Oise
- 1983
  - 1r a l'A través de Bèlgica
  - 1r a la Fletxa Picarda
  - 1r al Gran Premi de Sint-Niklaas
  - Vencedor d'una etapa del Tour de l'Oise
- 1984
  - 1r al Circuit des frontières
- 1985
  - Vencedor d'una etapa de la Setmana Catalana
- 1986
  - Vencedor d'una etapa del Tour de l'Aude
- 1987
  - 1r a la Scheldeprijs Vlaanderen
  - 1r a la Nokere Koerse
  - 1r als Boucles Parisiennes
  - Vencedor d'una etapa del Tour de l'Oise
- 1988
  -  Campió de Bèlgica en ruta
  - 1r al Gran Premi de Wielerrevue
  - Vencedor d'una etapa del Tour del Mediterrani
  - Vencedor d'una etapa de la París-Niça
  - Vencedor d'una etapa de la Volta a Bèlgica
  - Vencedor d'una etapa dels Tres dies de La Panne
- 1989
  - 1r a la Het Volk
  - 1r a l'Étoile de Bessèges i vencedor de 3 etapes
  - 1r a la Kampioenschap van Vlaanderen
  - Vencedor de 3 etapes del Tour del Mediterrani
  - Vencedor de 2 etapes de la París-Niça
  - Vencedor d'una etapa del Tour de França
  - Vencedor d'una etapa del Tour d'Armòrica
- 1990
  - 1r al Circuit des frontières
  - 1r al Grand Prix d'Ouverture La Marseillaise
  - Vencedor d'una etapa del Tour del Mediterrani
  - Vencedor d'una etapa de la París-Niça
  - Vencedor d'una etapa de la Volta a Bèlgica
- 1991
  - 1r al Gran Premi de Wielerrevue
  - Vencedor d'una etapa del Tour de França
- 1994
  - 1r a l'Omloop van het Houtland
  - 1r al Coca-Cola Trophy
- 1997
  - 1r al Coca-Cola Trophy
- 1998
  - 1r a l'Omloop van het Houtland
- 1999
  - 1r a l'Omloop van het Houtland
  - 1r al Grote Prijs Stad Zottegem

### Resultats al Tour de França
- 1982. Abandona (16a etapa)
- 1983. Abandona (16a etapa)
- 1984. Abandona (10a etapa)
- 1988. 103è de la classificació general
- 1989. 101è de la classificació general. Vencedor d'una etapa
- 1990. Abandona (5a etapa)
- 1991. 125è de la classificació general. Vencedor d'una etapa
- 1992. 120è de la classificació general

### Resultats a la Volta a Espanya
- 1980. 45è de la classificació general. Vencedor d'una etapa

## Palmarès en pista

### Jocs Olímpics
- Atenes 2000
  -  Subcampió olímpic de la prova de Madison (amb Matthew Gilmore)

### Campionats del món
- Campió del món de puntuació el 1993
- Campió del món de Madison el 1998 (amb Matthew Gilmore)

### Campionats d'Europa
- Campió d'Europa en Òmnium Endurance el 1989
- Campió d'Europa de Madison el 2000 i 2001 (amb Matthew Gilmore)
- Subcampió d'Europa de Madison el 1987 (amb Stan Tourné)
- Tercer del campionat d'Europa de Madison el 1995 (amb Lorenzo Lapage) i el 1997 (amb Frank Corvers)

### Campionats de Bèlgica
- Campió de Bèlgica d'omnium el 1986 i el 1988

### Curses de Sis dies
- Sis dies de Gant. 1983, 1985 (amb René Pijnen), 1987 (amb Danny Clark), 1989 (amb Stan Tourné), 1991 (amb Tony Doyle), 1992 (amb Jens Veggerby), 1994 (amb Danny Clark), 1995 (amb Andreas Kappes) i 1997 (amb Matthew Gilmore)
- Sis dies de París. 1985 (amb Stan Tourné), 1989 (amb Charly Mottet)
- Sis dies d'Anvers. 1987 (amb Danny Clark), 1988 (amb Stan Tourné), 1990 (amb Eric Vanderaerden), 1991 (amb Rudy Dhaenens), 1993 (amb Kostantine Khrabzov) i 1994 (amb Jens Veggerby)
- Sis dies de Colònia. 1988 (amb Stan Tourné), 1990, 1991 (amb Andreas Kappes) i 1997 (amb Olaf Ludwig)
- Sis dies de Dortmund. 1989 (amb Andreas Kappes)
- Sis dies de Múnic. 1989, 1991 (amb Andreas Kappes) i 1995 (amb Erik Zabel)
- Sis dies de Bordeus. 1990 (amb Gilbert Duclos-Lassalle) i 1995 (amb Frédéric Magné)
- Sis dies de Stuttgart. 1990 (amb Volker Diehl), 1991, 1993 (amb Andreas Kappes), 1994 (amb Jens Veggerby) i 1995 (amb Danny Clark)
- Sis dies de Bremen. 1991 i 1992 (amb Andreas Kappes)
- Sis dies de Leipzig. 1998 (amb Andreas Kappes)
- Sis dies de Milà. 1998 (amb Silvio Martinello)
- Sis dies de Berlín. 1999 (amb Andreas Kappes)

### Resultats a laCopa del Món
- 1995
  - 1r a Atenes, en Madison